# 訃報 2008年12月
訃報 2008年12月（ふほう 2008ねん12がつ）では、2008年12月中に物故した、又は物故が報じられた人物についてまとめる。

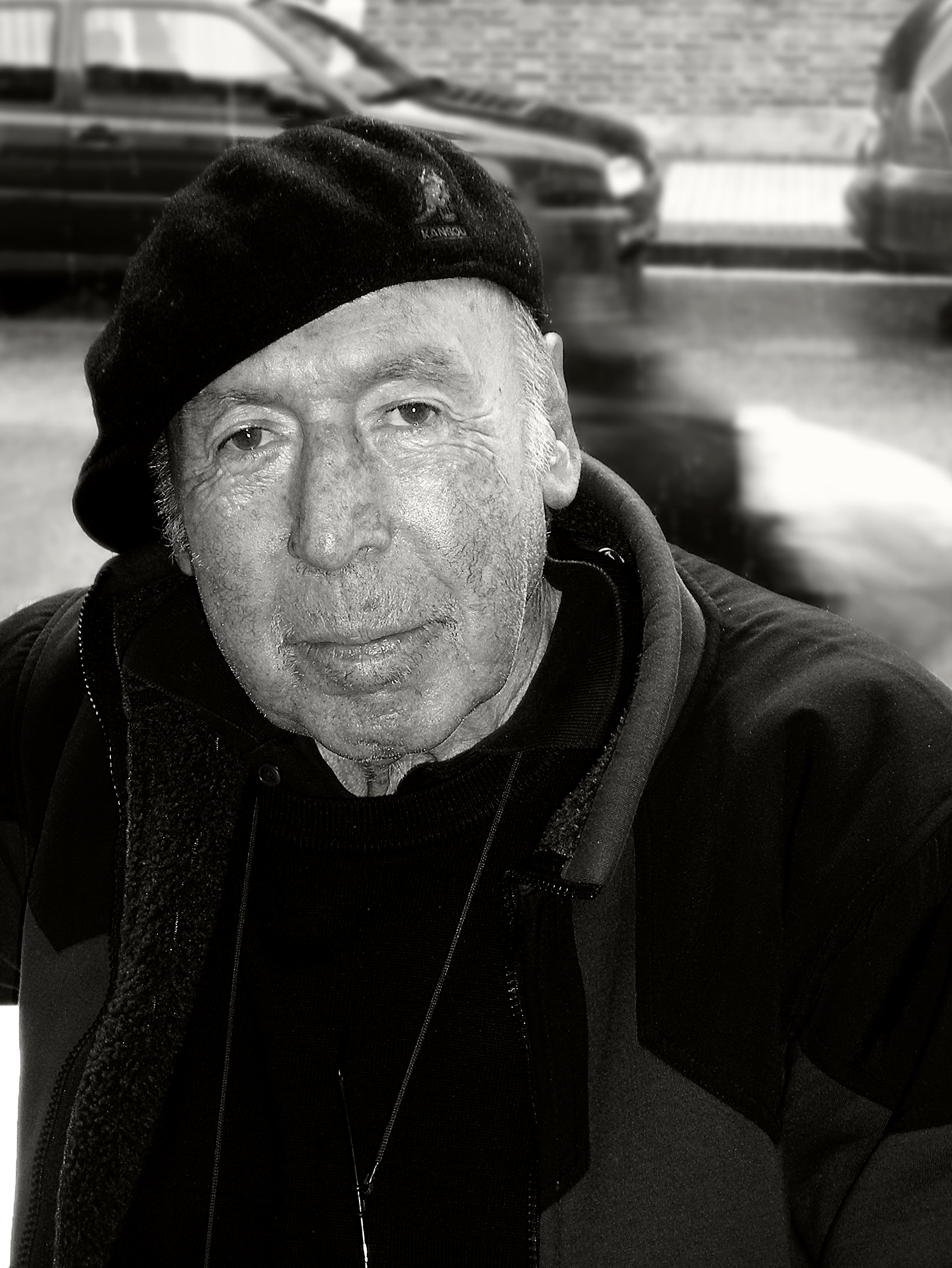
ミケル・ラボア／12月1日没

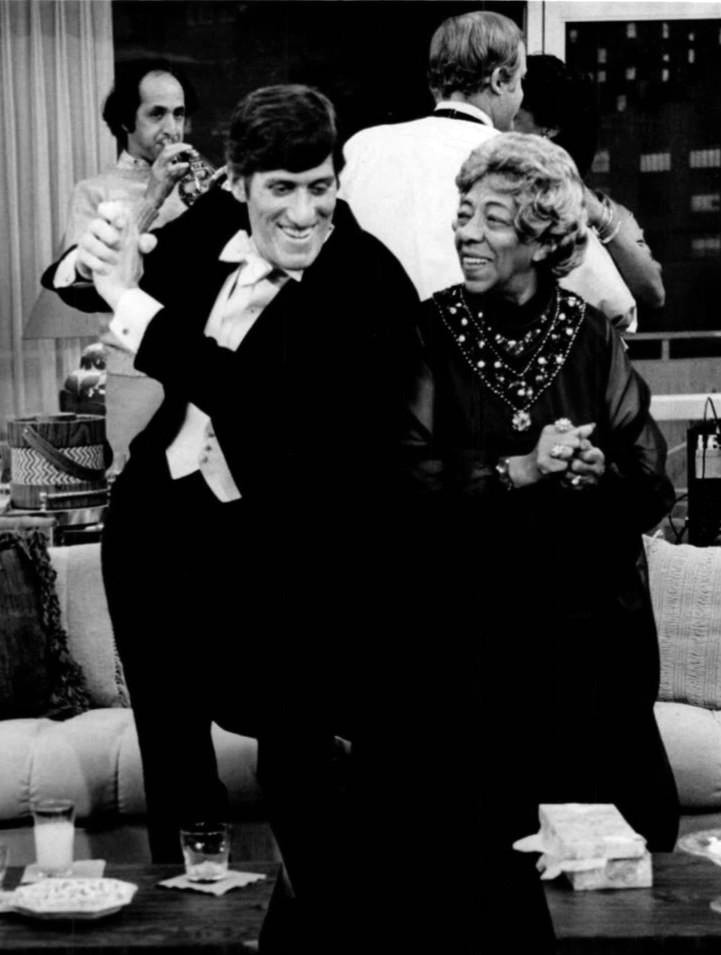
ポール・ベネディクト（左）／12月1日没

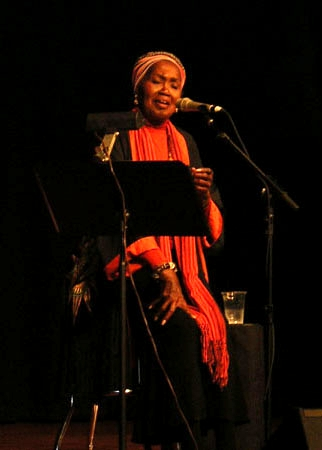
オデッタ／12月2日没

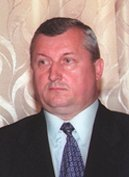
ピョートル・ラティシェフ／12月2日没

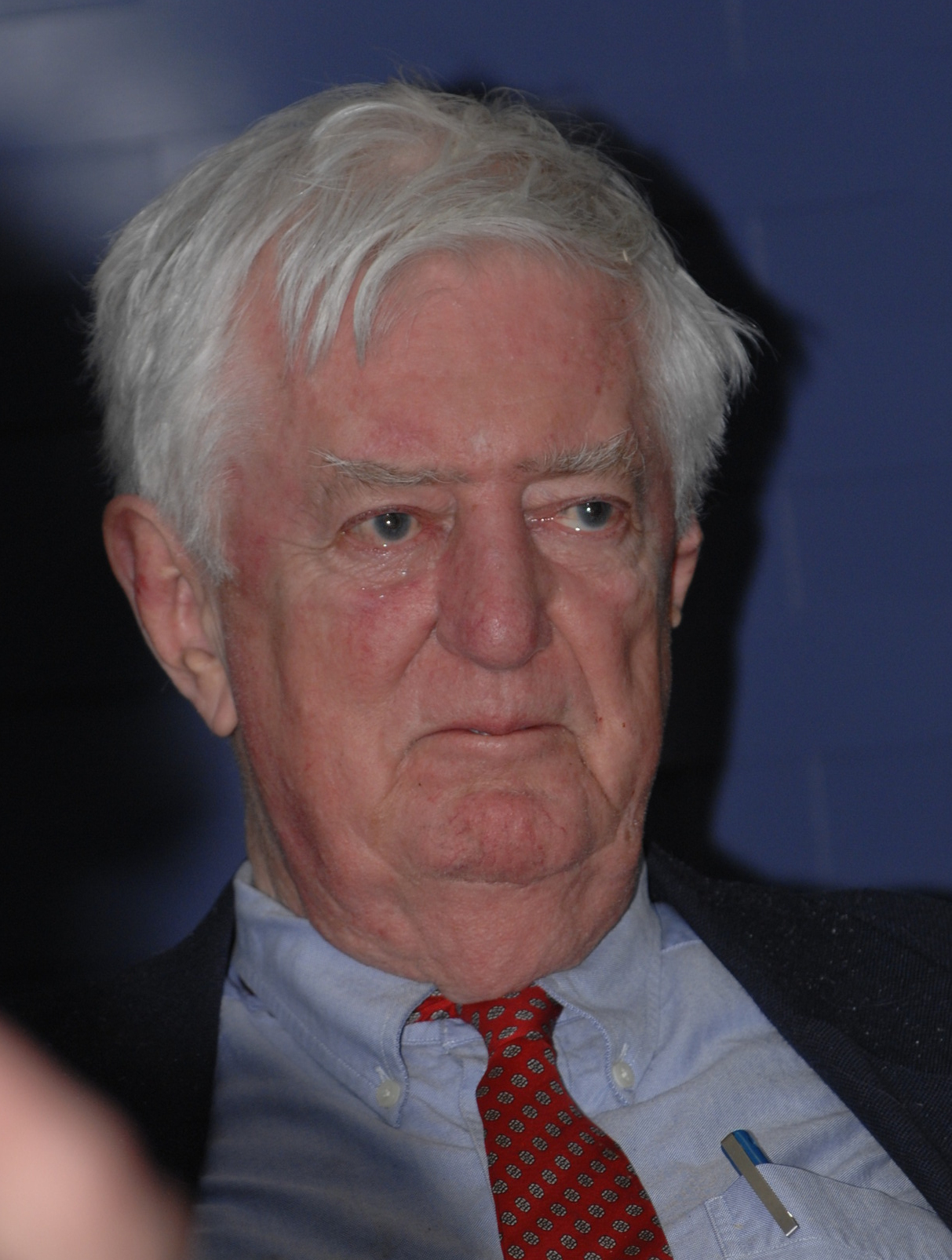
オリバー・セルフリッジ／12月3日没

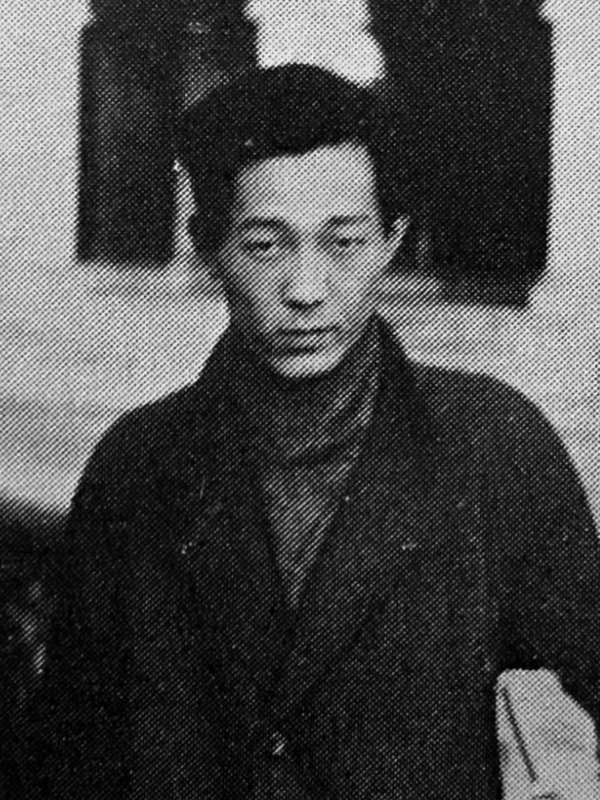
加藤周一／12月5日没

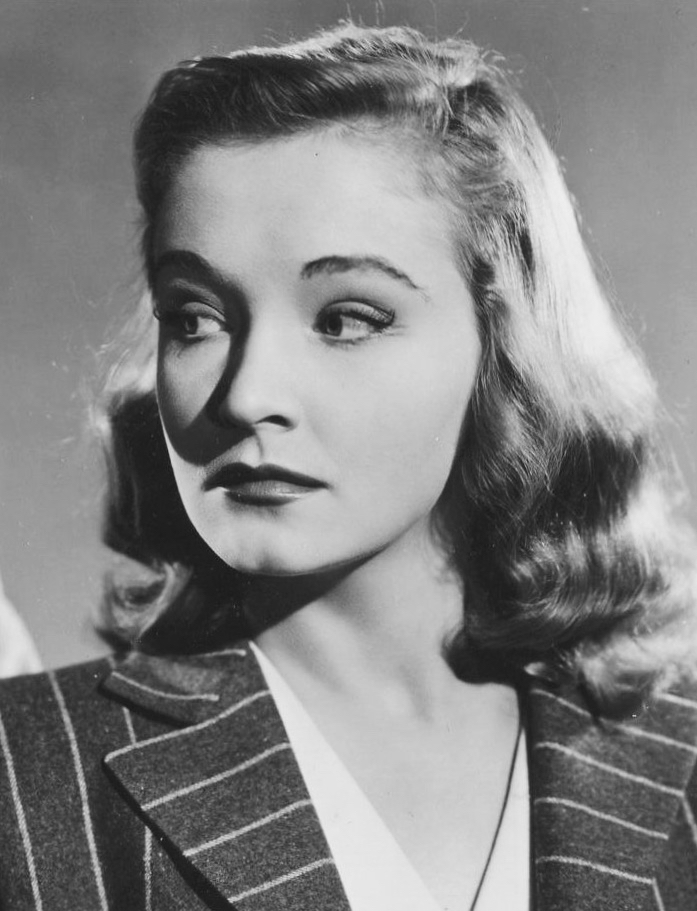
ニナ・フォック／12月5日没

アレクシイ2世／12月5日没

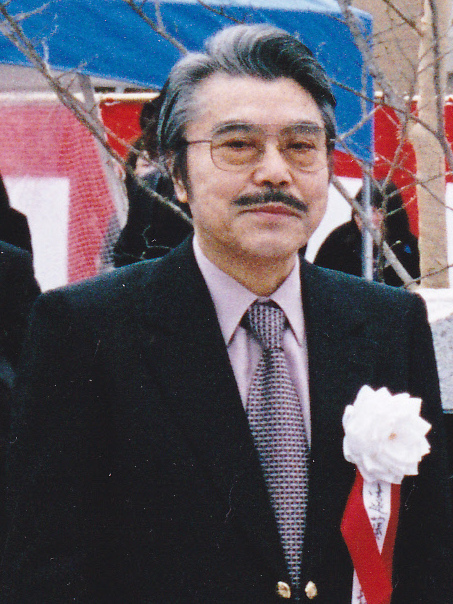
遠藤実／12月6日没

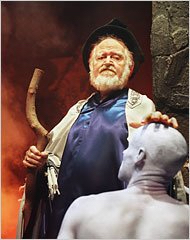
ロバート・プロスキー／12月8日没

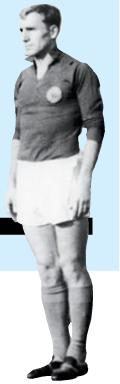
ドラジャン・イェルコヴィッチ／12月9日没

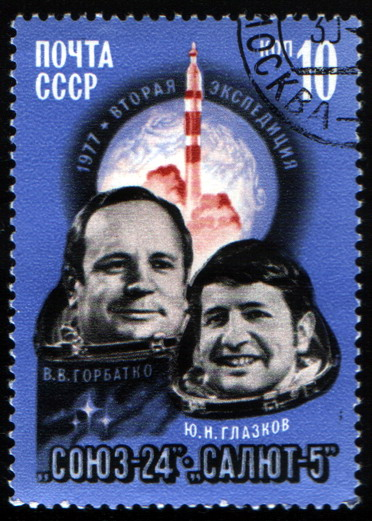
ユーリ・グラズコフ（右）／12月9日没

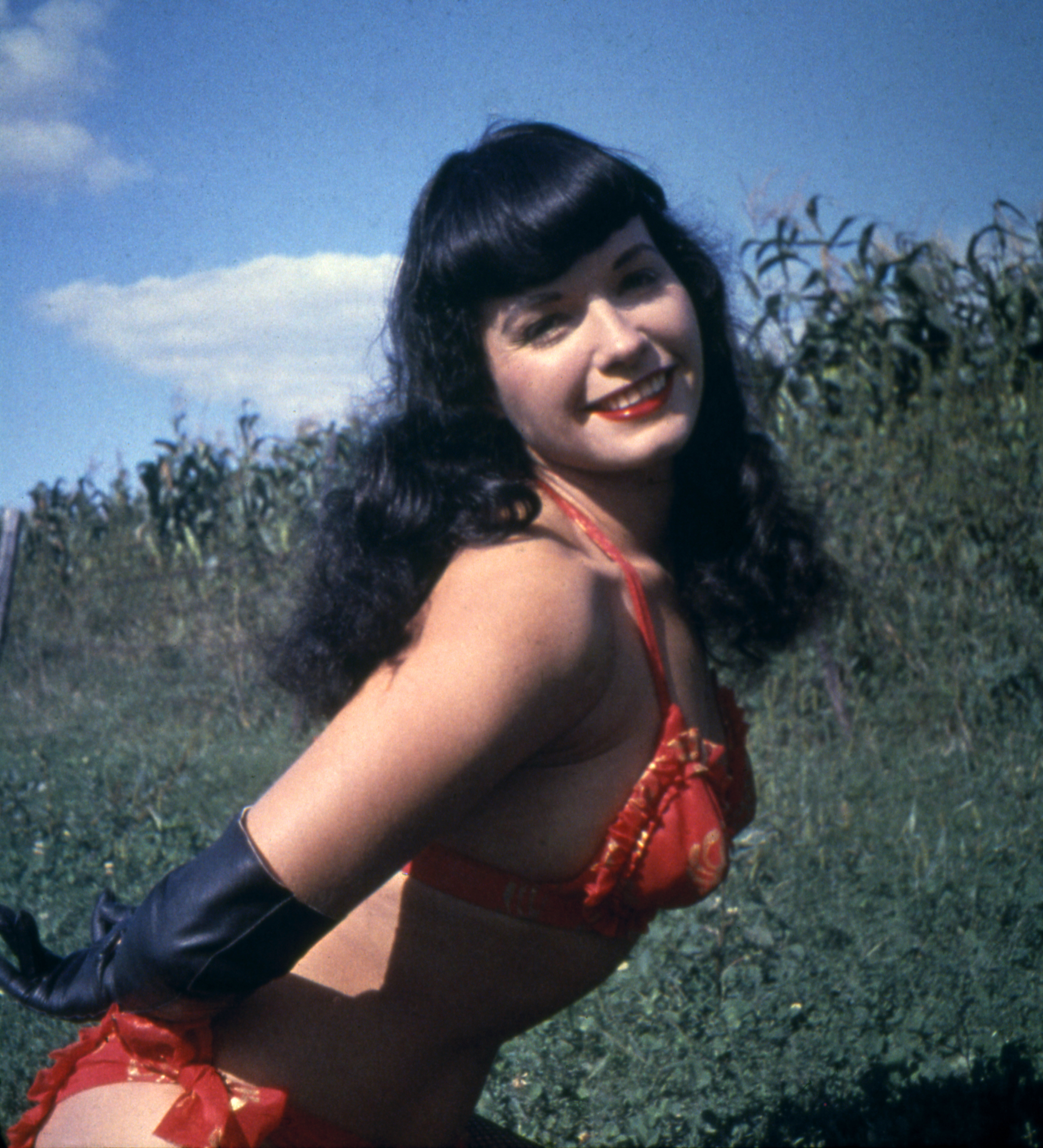
ベティ・ペイジ／12月11日没

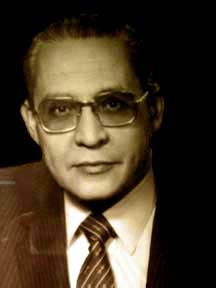
アリー・アラタス／12月11日没

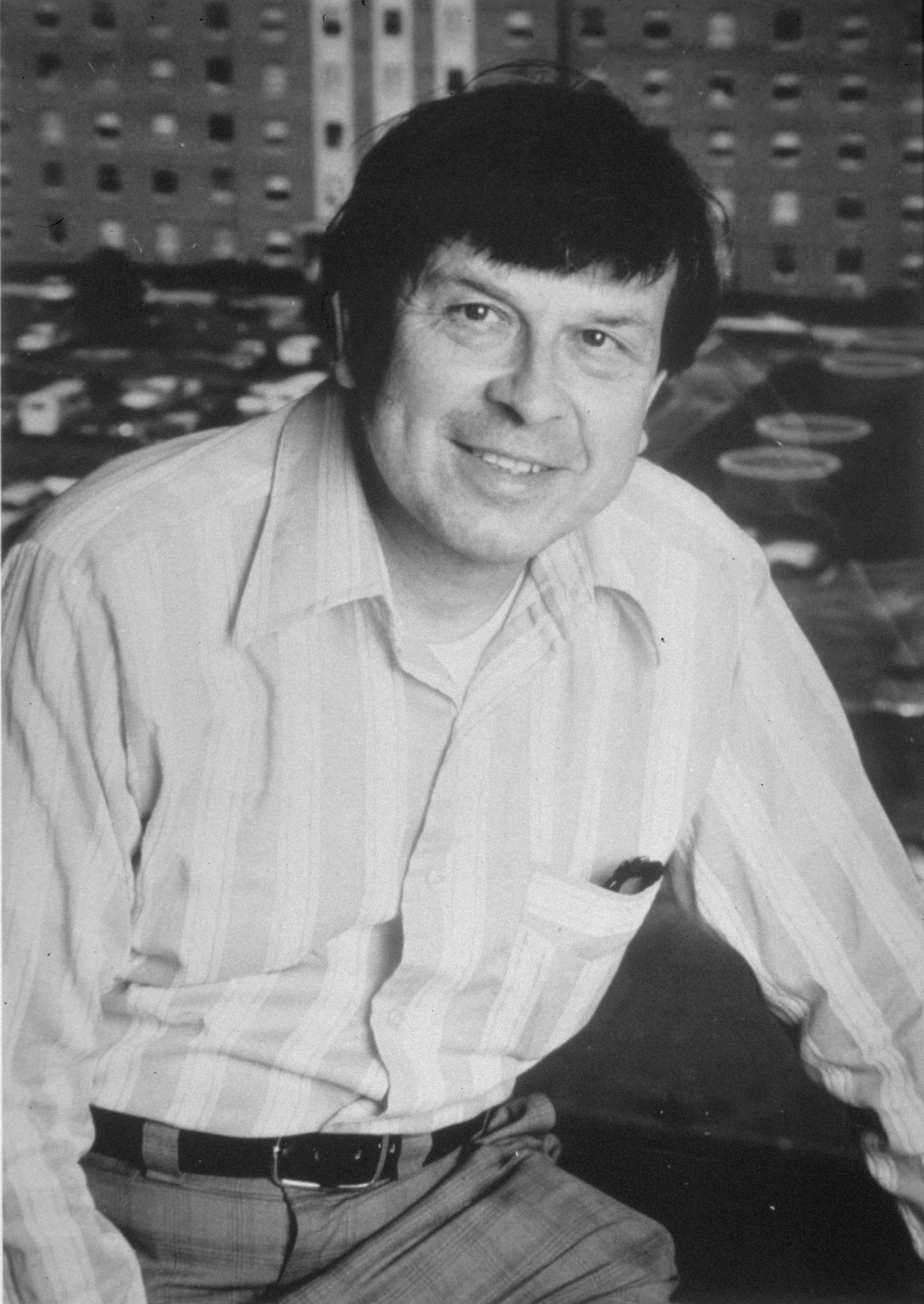
ダニエル・カールトン・ガジュセック／12月12日没

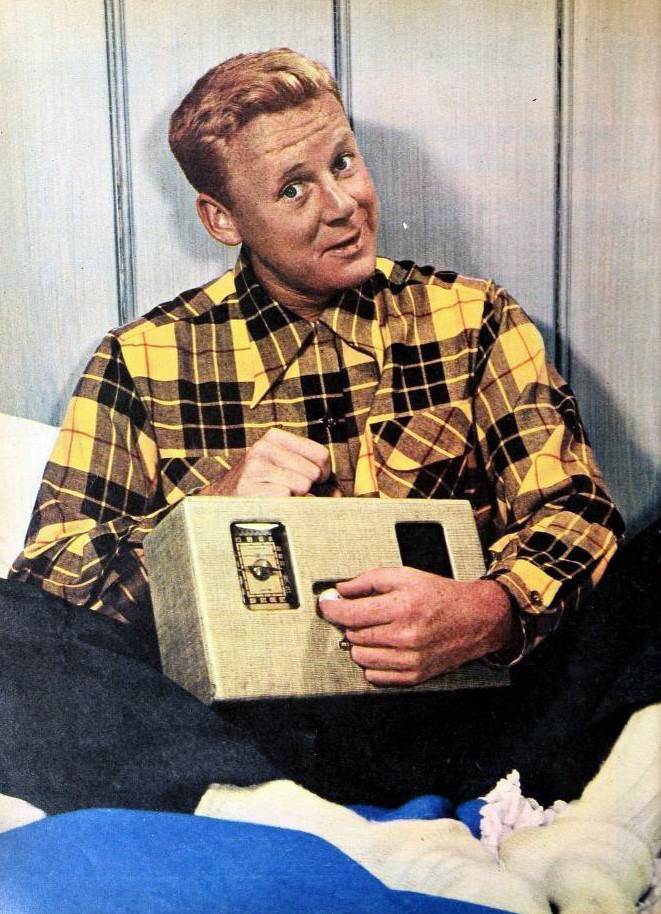
ヴァン・ジョンソン／12月12日没

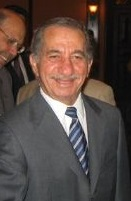
タソス・パパドプロス／12月12日没

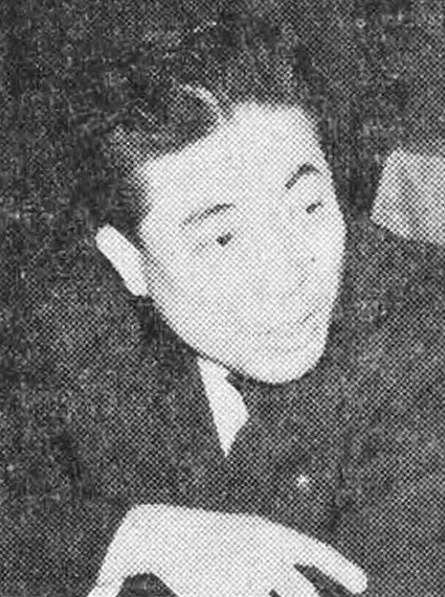
上田哲／12月17日没

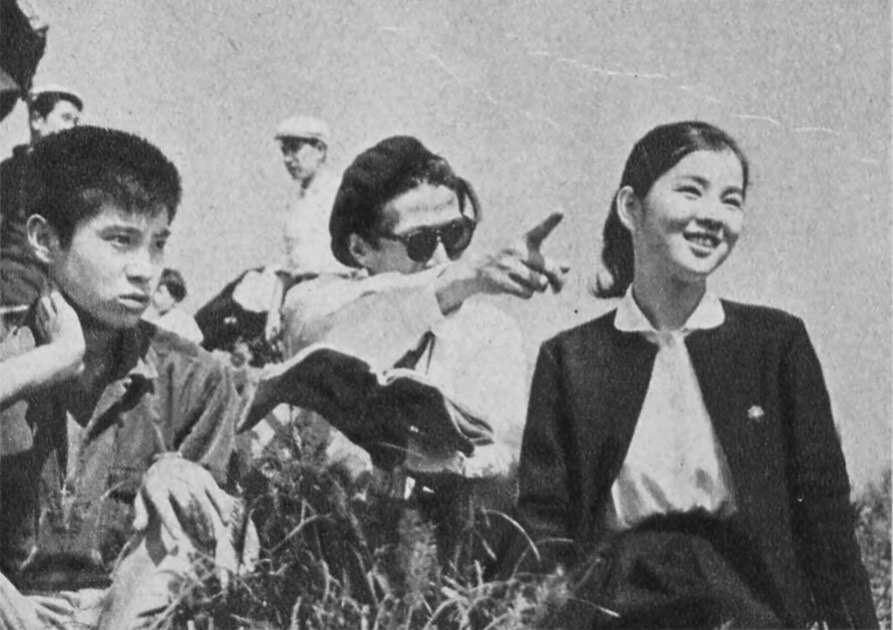
若杉光夫（中央）／12月18日没

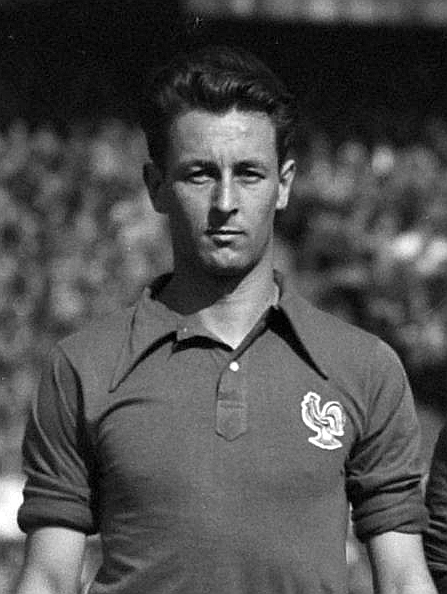
ロベール・ジョンケ／12月18日没

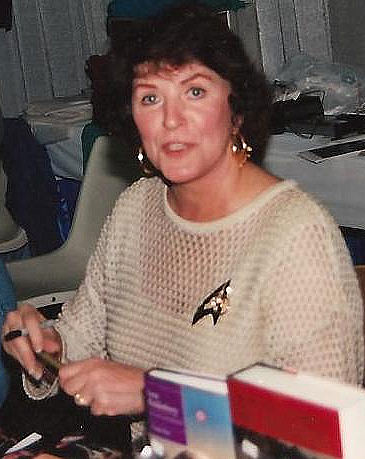
メイジェル・バレット／12月18日没

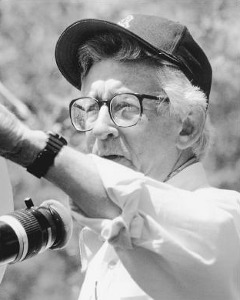
ロバート・マリガン／12月20日没

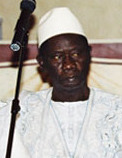
ランサナ・コンテ／12月22日没

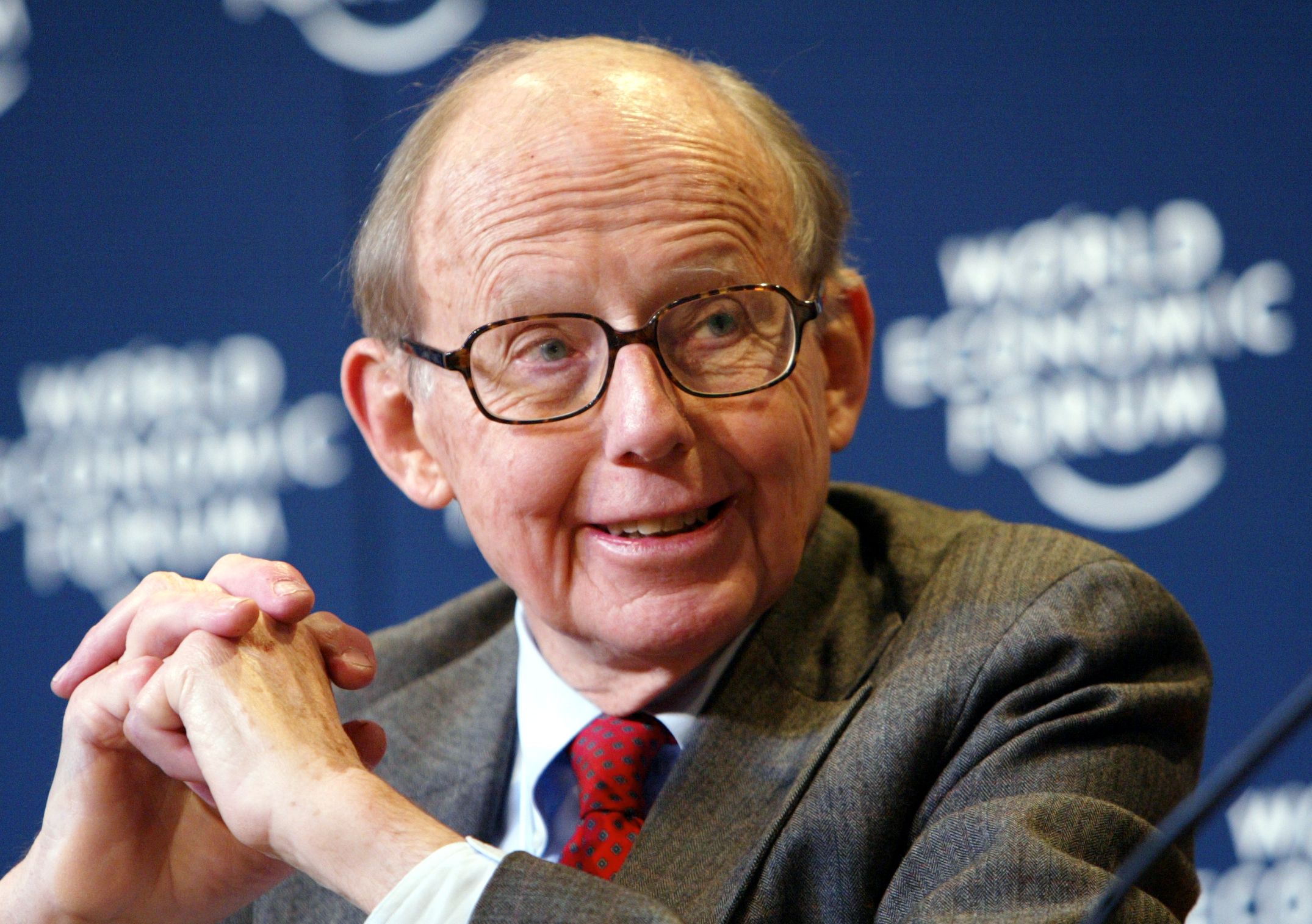
サミュエル・P・ハンティントン／12月24日没

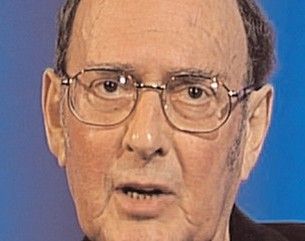
ハロルド・ピンター／12月24日没

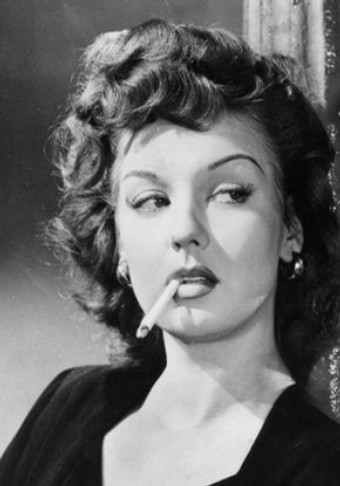
アン・サヴェージ／12月25日没

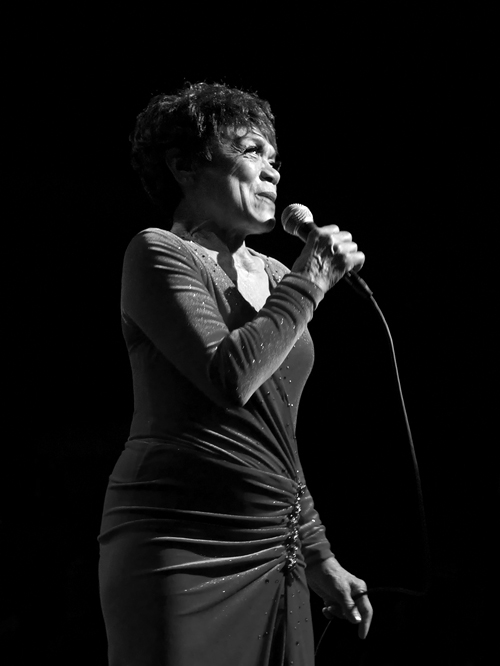
アーサ・キット／12月25日没

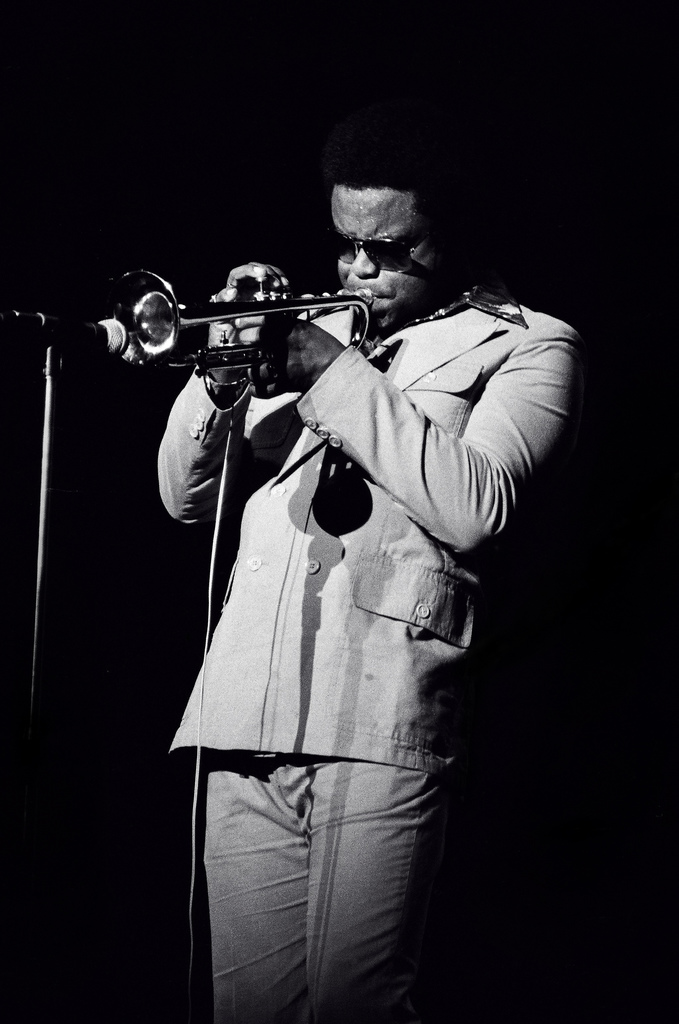
フレディ・ハバード／12月29日没

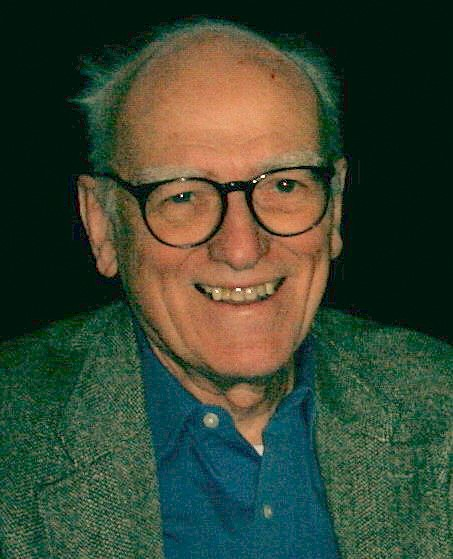
ドナルド・E・ウェストレイク／12月31日没

## （1日 - 15日）
- 12月1日 - ドロシー・スターリング（Dorothy Sterling）、アメリカ合衆国の作家（* 1913年）
- 12月1日 - 藤田和夫、地球科学者、大阪市立大学名誉教授（* 1919年）
- 12月1日 - 有吉林之助[1]、元福岡県太宰府市長（* 1919年）
- 12月1日 - ベティ・グッドウィン（Betty Goodwin）、カナダの芸術家（* 1923年）
- 12月1日 - 全樹仁（全树仁）、中華人民共和国の政治家、中国共産党中央委員会委員（* 1930年）
- 12月1日 - ミケル・ラボア（Mikel Laboa）、スペインのシンガーソングライター（* 1934年）
- 12月1日 - ポール・ベネディクト、アメリカ合衆国の俳優（* 1938年）
- 12月1日 - 井上和彦、整形外科医師、東京女子医科大学教授（* 1946年）
- 12月1日 - 内海成、生物学者、京都大学教授（* 1950年）
- 12月2日 - フランク・クリーン（Frank Crean）、オーストラリアの政治家、元財務大臣（* 1916年）
- 12月2日 - オデッタ、アメリカ合衆国の歌手（* 1930年）
- 12月2日 - 新名秀雄、元北海道小平町長（* 1931年）
- 12月2日 - エドワード・サミュエル・ロジャース（テッド・ロジャーズ）（Edward Samuel Rogers）、ロジャース・コミュニケーションズCEO、トロント・ブルージェイズオーナー（* 1933年）
- 12月2日 - ピョートル・ラティシェフ、ロシアの政治家（* 1948年）
- 12月2日 - カルロス・マリア・アバスカル・カランサ（Carlos María Abascal Carranza）、メキシコの政治家、元内務大臣（* 1949年）
- 12月3日 - 坂倉登喜子、登山家（* 1910年）
- 12月3日 - ロバート・ザイアンス、ポーランド生まれのアメリカ合衆国の心理学者（* 1923年）
- 12月3日 - オリバー・セルフリッジ、人工知能研究者（* 1926年）
- 12月3日 - 石橋保、体育学学者（* 1929年）
- 12月3日 - 宇留間昂、体育学学者、北海道教育大学教授（* 1943年）
- 12月4日 - 平田富久、チヨダウーテ会長（* 1923年）
- 12月4日 - 武内哲夫、経済学者、京都工芸繊維大学名誉教授（* 1929年）
- 12月4日 - 寺島幹夫、俳優、声優（* 1931年）
- 12月4日 - リチャード・ヴァン・アラン（Richard Van Allan）、イギリスのオペラ歌手（バス）（* 1935年）
- 12月4日 - ヴォルフ・フォン・エンゲルハート、地質学者・鉱物学者（* 1910年）
- 12月5日 - 加藤周一、文学評論家（* 1919年）
- 12月5日 - 木下重教、北海道大学名誉教授・元同大工学部長、元北海道情報大学学長（* 1922年）
- 12月5日 - 大川栄二、実業家（* 1924年）
- 12月5日 - ニナ・フォック、オランダ出身の女優（* 1924年）
- 12月5日 - ジョージ・ブレクト、アメリカ合衆国の芸術家（* 1926年）
- 12月5日 - ビヴァリー・ガーランド（Beverly Garland）、アメリカ合衆国の女優（* 1926年）
- 12月5日 - アレクシイ2世、ロシア正教会総主教（* 1929年）
- 12月5日 - 末廣六郎、新日鐵化学元会長（* 1933年）
- 12月5日 - 桃山晴衣、音楽家（* 1939年）
- 12月5日 - 矢部浩祥、会計学者、中央大学大学院教授（* 1942年）
- 12月5日 - 吉田明、陶芸家（* 1948年）
- 12月5日 - アンカ・パーゲル（Anca Parghel）、ルーマニアの歌手（* 1957年）
- 12月6日 - 遠藤実、作曲家、ミノルフォンレコード創業者（* 1932年）
- 12月6日 - ジェラール・ロジェ（Gérard Lauzier）、フランスの漫画家・映画監督（* 1932年）
- 12月7日 - 柳瀬睦男、物理学者、元上智大学学長（* 1922年）
- 12月7日 - 小暮陽三、物理学者、埼玉大学名誉教授（* 1927年）
- 12月7日 - 金石清禅、元参議院議員、早稲田大学客員教授（* 1938年）
- 12月8日 - 侯祥麟（侯祥麟）、中華人民共和国の科学者（* 1912年）
- 12月8日 - 葛西森夫、東北大学病院元院長、小児外科医師（* 1922年）
- 12月8日 - ロバート・プロスキー、アメリカ合衆国の俳優（* 1930年）
- 12月8日 - ザビア・ペロー（Xavier Perrot）、スイスのレーサー（* 1932年）
- 12月8日 - 若井はやと、漫才師（* 1944年）
- 12月8日 - 大平智弘、コンピュータグラフィックス研究者、武蔵野美術大学教授（* 1945年）
- 12月8日 - ケリン・マッキャン（Kerryn McCann）、オーストラリアの陸上選手（* 1967年）
- 12月9日 - 淺羽二郎、会計学者、武蔵大学元学長（* 1925年）
- 12月9日 - 中村保男、翻訳家（* 1931年）
- 12月9日 - 尾崎睦、上組代表取締役会長（* 1932年）
- 12月9日 - 青木正次、元藤女子大学教授（* 1935年）
- 12月9日 - ドラジャン・イェルコヴィッチ、クロアチアのサッカー選手（* 1936年）
- 12月9日 - ユーリ・グラズコフ、ロシアの宇宙飛行士（* 1939年）
- 12月10日 - サル・ユバース（Sal Yvars）、アメリカ合衆国のプロ野球選手（* 1924年）
- 12月10日 - 西塚安夫、日本中央競馬会調教師（* 1945年）
- 12月10日 - ディディット・レィエス（Didith Reyes）、フィリピンの歌手（* 1948年）
- 12月10日 - ドロシー・ポーター（Dorothy Porter）、オーストラリアの詩人（* 1954年）
- 12月11日 - 山村楽正、舞踊家（* 1923年）
- 12月11日 - ベティ・ペイジ、アメリカ合衆国のモデル（* 1923年）
- 12月11日 - 葉石濤（Yeh Shih-tao）、台湾の作家（* 1925年）
- 12月11日 - アリー・アラタス、インドネシアの政治家、元外務大臣（* 1932年）
- 12月11日 - マデリーヌ・ブラウステイン（Maddie Blaustein）、アメリカ合衆国の声優（* 1960年）
- 12月12日 - ヴァン・ジョンソン、アメリカ合衆国の俳優（* 1916年）
- 12月12日 - ダニエル・カールトン・ガジュセック、アメリカ合衆国の医師、ノーベル生理学・医学賞受賞者（* 1923年）
- 12月12日 - 岸上定男、農業土木学学者、筑波大学名誉教授（* 1923年）
- 12月12日 - 宮川一郎、脚本家（* 1925年）
- 12月12日 - タソス・パパドプロス、キプロス元大統領（* 1934年）
- 12月12日 - 青木矗、東邦亜鉛元社長（* 1938年）
- 12月13日 - ホルスト・タッペルト（Horst Tappert）、ドイツの俳優（* 1923年）
- 12月13日 - キャシー・スタッフ（Kathy Staff）、イギリスの女優（* 1928年）
- 12月13日 - ジョン・ドレーク（John Drake）、ニュージーランドの元ラグビー選手（* 1959年）
- 12月14日 - コーチャン（英語版）、ロッキード元副会長（* 1914年）
- 12月14日 - 宮原龍雄、推理作家（* 1915年）
- 12月14日 - 木暮剛平、電通元社長、俳人（* 1924年）
- 12月14日 - ラモン・バルセ（Ramón Barce）、スペインの作曲家（* 1928年）
- 12月14日 - ニック・ウィルヘイト（Nick Willhite）、アメリカ合衆国のプロ野球選手（* 1941年）
- 12月14日 - 向出修一、前STVラジオ代表取締役社長、元札幌テレビ放送常務取締役（* 1944年）
- 12月15日 - 周堯（周尧）、中華人民共和国の昆虫学者（* 1912年）
- 12月15日 - ジョン・パウエル（John W. Powell）、上海生まれのアメリカ合衆国のジャーナリスト（* 1919年）
- 12月15日 - アンネ＝カット・ヴェストリ（Anne-Catharina Vestly）、ノルウェーの児童文学作家（* 1920年）
- 12月15日 - 黒岩巖、相鉄観光元社長（* 1921年）
- 12月15日 - 松本攻、福岡シティ銀行元会長（* 1923年）
- 12月15日 - ヴァレンティン・ベルリンスキー（Valentin Berlinsky）、ロシアのチェロ奏者（* 1925年）
- 12月15日 - レオン・フェブレス・コルデーロ（León Febres Cordero）、エクアドル元大統領（* 1931年）
- 12月15日 - 小本允、日本オーチス・エレベータ元社長（* 1934年）
- 12月15日 - デイヴィ・グレアム、イギリスのギタリスト（* 1940年）
- 12月15日 - 竹中克英、ドイツ文学者、愛知大学教授（* 1944年）
- 12月15日 - 若三梅雅裕、大相撲間垣部屋力士（* 1983年）

## （16日 - 31日）
- 12月16日 - 秦祥子、ソプラノ歌手、岐阜大学名誉教授（* 1918年）
- 12月16日 - ハロルド・グラマテグ（Harold Gramatges）、キューバの作曲家・ピアニスト（* 1918年）
- 12月16日 - ジュリアス・ファースト（Julius Fast）、アメリカ合衆国の作家（* 1919年）
- 12月16日 - 瀬谷英行、元社会民主党参議院議員、元参議院副議長（* 1919年）
- 12月16日 - ジョー・クロル（Joe Krol）、カナダ連邦の元カナディアンフットボールおよびアメリカンフットボール選手（* 1919年）
- 12月16日 - 竹下虎之助、元広島県知事（* 1924年）
- 12月16日 - 守屋俊志、俳優（* 1935年）
- 12月16日 - 鶴尾隆、癌研究会癌化学療法センター所長、薬学博士（* 1943年）
- 12月16日 - サム・ボトムズ（Sam Bottoms）、アメリカ合衆国の俳優（* 1955年）
- 12月17日 - 武士桑風、書家（* 1913年）
- 12月17日 - ウイリアム・マーク・フェルト（William Mark Felt） 、アメリカ合衆国連邦捜査局（FBI）元副長官（* 1913年）
- 12月17日 - サミー・ボウ（Sammy Baugh）、アメリカンフットボール選手、ワシントン・レッドスキンズクォーターバック（* 1914年）
- 12月17日 - トゥルグン・アリマトフ（Turgun Alimatov）、ウズベキスタンのミュージシャン（* 1922年）
- 12月17日 - 上田哲、元日本社会党衆議院議員・参議院議員（* 1928年）
- 12月17日 - ウィロビー・シャープ（Willoughby Sharp）、アメリカ合衆国の芸術家（* 1936年）
- 12月17日 - デーブ・スミス（Dave Smith）、アメリカ合衆国のプロ野球選手（* 1955年）
- 12月17日 - ジャスティン・レヴェンス、アメリカ合衆国の総合格闘家（* 1980年）
- 12月18日 - ハンナ・フランク（Hannah Frank）、イギリスの彫刻家（* 1908年）
- 12月18日 - コナー・クルーズ・オブライエン（Conor Cruise O'Brien）、アイルランドの政治家・作家（* 1917年）
- 12月18日 - イワン・ラブジン（Ivan Rabuzin）、クロアチアの画家（* 1921年）
- 12月18日 - 若杉光夫、演出家・映画監督（* 1922年）
- 12月18日 - ロベール・ジョンケ、フランスのサッカー選手（* 1925年）
- 12月18日 - ジャック・ダグラス（Jack Douglas）、イギリスの俳優（* 1927年）
- 12月18日 - メイジェル・バレット/メイジェル・ロッデンベリー、アメリカ合衆国の女優（* 1932年）
- 12月18日 - ポール・ウェイリッチ（Paul Weyrich）、アメリカ合衆国の保守活動家、ヘリテージ財団初代理事長（* 1942年）
- 12月18日 - 宮本袈裟雄、民俗学者、武蔵大学教授（* 1945年）
- 12月19日 - 横山桂次、高岡法科大学元学長、法学者、中央大学名誉教授（* 1920年）
- 12月19日 - サム・ティングル（Sam Tingle）、ローデシアのレーサー（* 1921年）
- 12月19日 - ペイジ・キャヴァノウ（Page Cavanaugh）、アメリカ合衆国のジャズピアニスト（* 1922年）
- 12月19日 - 太刀川瑠璃子、バレエダンサー（* 1927年）
- 12月19日 - バーナード・クリック、イギリスの政治学者（* 1929年）
- 12月19日 - キャロル・チョムスキー、ノーム・チョムスキーの妻、アメリカ合衆国の言語学者（* 1930年）
- 12月19日 - 柳田博美、大映テレビプロデューサー（* 1935年）
- 12月19日 - 荒木美智雄、宗教学者、関西福祉大学学長（* 1938年）
- 12月19日 - 桶本正夫、神奈川新聞社元社長（* 1922年）
- 12月19日 - 11世翁家さん馬、落語家（* 1941年）
- 12月19日 - ドック・エリス（Dock Ellis）、アメリカ合衆国のプロ野球選手（* 1945年）
- 12月20日 - オリガ・レペシンスカヤ（Olga Lepeshinskaya）、ウクライナ生まれのロシアのバレリーナ（* 1916年）
- 12月20日 - ロバート・マリガン、アメリカ合衆国の映画監督（* 1925年）
- 12月20日 - 藤井公、舞踊家（* 1928年）
- 12月20日 - 王鐵城、福岡ソフトバンクホークス・王貞治最高顧問の兄、医師（* 1930年）
- 12月20日 - エイドリアン・ミッチェル（Adrian Mitchell）、イギリスの詩人（* 1932年）
- 12月20日 - 小野英祐、経済学者、東京大学名誉教授（* 1935年）
- 12月20日 - サムエル・バキオキ（Samuele Bacchiocchi）、イタリアの神学者（* 1938年）
- 12月21日 - クリストファー・ヒバート（Christopher Hibbert）、イギリスの歴史家（* 1924年）
- 12月21日 - 相賀徹夫、小学館元社長（* 1925年）
- 12月21日 - ロン・ホーナデイ・シニア（Ron Hornaday, Sr.）、アメリカ合衆国のNASCARレーサー（* 1931年）
- 12月21日 - 嘉悦勲、化学者、元近畿大学教授（* 1934年）
- 12月21日 - 佐々木吉郎、元大洋ホエールズ投手（* 1940年）
- 12月21日 - 渡部光、教育学者・専修大学教授（* 1945年）
- 12月21日 - 笠野晶哉、脚本家・構成作家（* 1958年）
- 12月22日 - 朝隈善郎、陸上競技選手（* 1914年）
- 12月22日 - ランデル・マッコイ・バコン（Coy Bacon）、アメリカ合衆国のアメリカンフットボール選手（* 1942年）
- 12月22日 - 唐神茂夫、カラカミ観光会長（* 1933年）
- 12月22日 - ランサナ・コンテ、ギニア大統領（* 1934年）
- 12月23日 - 藤原利一郎、歴史学者、京都女子大学名誉教授（* 1915年）
- 12月23日 - 平田嘉三、歴史学者、広島大学名誉教授（* 1925年）
- 12月23日 - 早乙女貢、時代小説家（* 1926年）
- 12月23日 - 林亮勝、歴史学者、元大正大学学長（* 1927年）
- 12月23日 - 一木豊、元テレビ東京代表取締役会長・社長、元日本民間放送連盟副会長（* 1934年）
- 12月23日 - 唐松義一、宇都宮大学名誉教授（* 1937年）
- 12月23日 - ルネ＝ティエリ・マゴン・ド・ラ・ビーユウシェット（René-Thierry Magon de la Villehuchet）、フランスの実業家、ヘッジファンドアクセス・インターナショナル・アドバイザーズ創業者（* 1943年）
- 12月24日以前（推定：12月17日前後） - 飯島愛、元タレント、元AV女優（* 1972年）
- 12月24日 - イアン・バリンジャー（Ian Ballinger）、ニュージーランドの射撃選手、メキシコシティオリンピック銅メダリスト（* 1925年）
- 12月24日 - サミュエル・P・ハンティントン、アメリカ合衆国の政治学者（* 1927年）
- 12月24日 - ハロルド・ピンター、イギリスの劇作家、ノーベル文学賞受賞者（* 1930年）
- 12月24日 - 陳虻（中国語版）、中国のテレビタレント（* 1961年）
- 12月25日 - エド・カーティア、アメリカ合衆国のイラストレーター（* 1914年）
- 12月25日 - アルバ・チャプマン・ジュニア（Alvah Chapman, Jr.）、アメリカ合衆国の新聞社経営者（* 1921年）
- 12月25日 - アン・サヴェージ、アメリカ合衆国の女優（* 1921年）
- 12月25日 - アーサ・キット、アメリカ合衆国のポピュラーソングシンガー（* 1927年）
- 12月25日 - ロバート・ウォード（Robert Ward）、アメリカ合衆国のブルースミュージシャン（* 1938年）
- 12月26日 - デイル・ワッサーマン（Dale Wasserman）、アメリカ合衆国の脚本家（* 1917年）
- 12月26日 - 松浦正輔、野村総合研究所元会長（* 1926年）
- 12月26日 - 橋本滋男、同志社大学名誉教授、宗教学者（* 1935年）
- 12月26日 - ラーシュ・ホルメル（Lars Hollmer）、スウェーデンのミュージシャン（* 1948年）
- 12月26日 - ジャスティン・エイラーズ、アメリカ合衆国の総合格闘家（* 1978年）
- 12月26日 - デイヴィッド・アレクサンダー・スミス、ジャマイカのダンサー（*生年不明）
- 12月27日 - ロケ・コルデロ、パナマの作曲家（* 1917年）
- 12月27日 - ジャファール・アブドル・ラーマン（Tuanku Jaafar）、マレーシア元国王、ヌグリ・スンビラン州元首（* 1922年）
- 12月27日 - アルフレート・プファフ、西ドイツのサッカー選手（* 1926年）
- 12月27日 - 木村恒久、グラフィックデザイナー（* 1927年）
- 12月27日 - デラニー・ブラムレット（Delaney Bramlett）、アメリカ合衆国の作詞家・音楽プロデューサー（* 1939年）
- 12月27日 - 古川勝巳、体育学者、同志社大学名誉教授（* 1942年）
- 12月28日 - 野村義一、元北海道ウタリ協会理事長（* 1914年）
- 12月28日 - 両角宗晴、工学者、信州大学名誉教授（* 1919年）
- 12月28日 - サー・マイケル・レヴィー（Michael Levey）、イギリスの歴史学者（* 1927年）
- 12月28日 - 竹林進、映画監督・演出家（* 1930年）
- 12月29日 - 讃岐和家、和泉短期大学元学長（* 1926年）
- 12月29日 - テット・ラピドス（Ted Lapidus）、フランスのオートクチュールデザイナー（* 1929年）
- 12月29日 - 見澤俊明、元札幌学院大学学長、元同大法学部長（* 1930年）
- 12月29日 - 川尻一寛、陶芸家（* 1930年）
- 12月29日 - フレディ・ハバード[2]、ジャズトランペッター（* 1938年）
- 12月29日 - マンジート・バーワー（Manjit Bawa）、インドの画家（* 1941年）
- 12月30日 - パウル・ホフマン（Paul Hofmann）、オーストリアの作家（* 1912年）
- 12月30日 - 山口四郎、ドイツ文学者、中央大学名誉教授（* 1919年）
- 12月30日 - 永井陽之助、国際政治学者、東京工芸大学名誉教授、元北海道大学/青山学院大学教授（* 1924年）
- 12月30日 - 山口開生、日本電信電話元社長（* 1925年）
- 12月30日 - バーニー・ハミルトン（Bernie Hamilton）、アメリカ合衆国の俳優（* 1928年）
- 12月30日 - 平野信行、現代アメリカ文学研究者、一橋大学名誉教授（* 1936年）
- 12月30日 - 高岡完治、あしたの日本を創る協会理事長、総理府元次長、国立公文書館元館長（* 1939年）
- 12月30日 - ロイ・サーリ（Roy Saari）、アメリカ合衆国の競泳選手、1964年東京オリンピック金メダリスト（* 1945年）
- 12月31日 - 山口興一、関西テレビ放送元社長（* 1909年）
- 12月31日 - 木下芳丸、フルート奏者（* 1929年）
- 12月31日 - ドナルド・E・ウェストレイク、アメリカ合衆国の小説家（* 1933年）
- 12月31日 - プレムジット・ラル（Premjit Lall）、インドのテニス選手（* 1940年）